# Lac Narungazi
Lac Narungazi är en sjö i Burundi, via våtmarker förbunden med floden Akanyaru. Den ligger i provinsen Kirundo, i den norra delen av landet, 120 kilometer nordost om Burundis största stad Bujumbura. Lac Narungazi ligger 1 380 meter över havet. Arean är 61 hektar. Den högsta punkten i närheten är 1 452 meter över havet.